# Вревка (приток Луги)
Вревка, Врёвка (встречается также название Мревка) — река в России, протекает по Лужскому району Ленинградской области. Площадь водосборного бассейна реки равна 644 км².
Сама река Вревка достаточно короткая, она берёт начало из небольшого озера Большое Толони, в среднем течении принимает слева свой самый крупный приток — Облу, впадает слева в реку Лугу в 225 км от устья последней, на юго-восточной окраине города Луги.
Бассейн же озера Большие Толони составляет, в частности, достаточно крупный озёрный комплекс юга Ленинградской области. По реке Ропотке в Большие Толони идёт сток из Череменецкого озера, которое, в свою очередь, по реке Быстрице соединяется с соседним озером Врево. Длина речной системы Рыбинка-Чёрный-озеро Врево-Быстрица-озеро Черменецкое-Ропотка-озеро Большие Толони-Вревка составляет 40 км.

## Исторические сведения
Упоминается в указе императрицы Екатерины II от 3 августа 1777 года.

«На реке Луге учредить новый город близ урочища, где река Вревка в Лугу впадает, наименовав оный город Луга»
У устья реки Врёвки, по правому её берегу, в настоящее время расположено кладбище с развалинами кирпичной Никольской церкви (освящена была в 1912 г.). До строительства города Луги было известно о существовании в этих местах выставки Вревки (или Мревки) Петровского погоста Залесской половины Шелонской пятины с церковью святого Николая Чудотворца (считается, что построена она была в 1709 году). К этому церковному приходу были приписаны крестьяне из соседних селений, а именно из Естомич, Чегель и Ракович.

## Данные водного реестра
По данным государственного водного реестра России относится к Балтийскому бассейновому округу, водохозяйственный участок реки — Луга, речной подбассейн у реки отсутствует. Относится к речному бассейну реки Нарва (российская часть бассейна).
Код объекта в государственном водном реестре — 01030000512102000025675.